# هلدر، قلمرو پایتختی استرالیا
هلدر (به انگلیسی: Holder) یک حومه شهر در استرالیا است که در قلمرو پایتختی استرالیا واقع شده‌است.